# Clay Regazzoni
Gianclaudio Giuseppe „Clay“ Regazzoni (5. září 1939 Porza, Švýcarsko – 15. prosince 2006 u města Fontevivo u Parmy, Itálie) byl švýcarský automobilový závodník, pilot formule 1.
Ve formuli 1 závodil v letech 1970–1980, vyhrál 5 Grand Prix. Po těžké nehodě při Grand Prix USA v roce 1980 musel kariéru ve formuli 1 ukončit. Zůstal s ochrnutou dolní polovinou těla upoután na invalidní vozík, přesto se ale později dál věnoval závodění, například v Rallye Paříž-Dakar. Pracoval také jako televizní komentátor.

## Život
Se závoděním začal poměrně pozdě, zásluhu na tom, že se dopracoval až do formule 1, měl především jeho krajan a přítel Silvio Moser. V dobách, kdy neměl ani finanční ani technickou podporu, mu poskytl své zázemí. Zlom v kariéře švýcarského pilota nastal v roce 1970, kdy vyhrál titul mistra Evropy F2 a úspěšně vstoupil do světa Velkých cen v barvách stáje Ferrari. Absolvoval pouze dvě třetiny mistrovství (střídal se s Italem Ignaziem Giuntim), ale i přesto skončil třetí v konečném hodnocení. Kvalita vozů Ferrari však postupně klesala, navíc v roce 1972 zničil několik vozů a Ferrari ho propustil v nelibosti. Za 60 000 liber přešel ke stáji BRM, ale na britském voze zažil vůbec nejhorší sezónu v F1. Vrátil se zpět do stáje Ferrari a společně s Niki Laudou vytvořili vynikající týmovou dvojici. V roce 1974 měl na dosah mistrovský titul, ale několik smolných událostí ho o něj připravilo (špatná práce mechaniků v Monaku a Rakousku, v Belgii mu došlo palivo). Získal pouze titul vicemistra s tříbodovým odstupem za Emersonem Fittipaldim. Od roku 1975 už byl ve stínu Nikiho Laudy, ale to neznamená, že nedokázal mnohokrát svou bojovnost a zajel výborné závody (Itálie 1975, USA-západ 1976). Jeho druhé působení u Ferrari ukončily obchodní zájmy, za jeden z důvodů pak byla dodatečně udávána jeho vina na kolizi s Laudou ve Velké ceně Anglie.

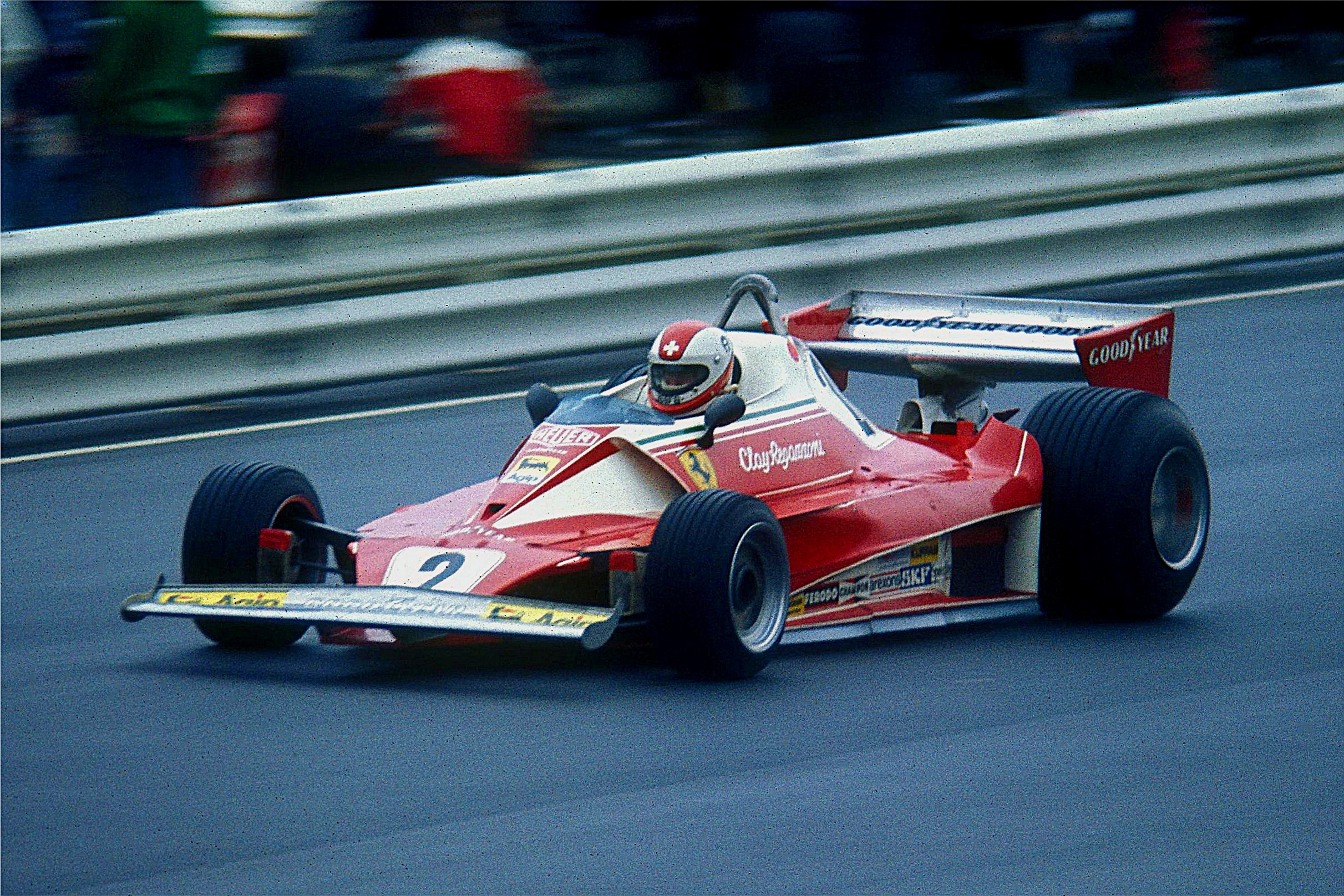
Regazzoni s Ferrari 312 T (1976)

Pokoušel se získat kontrakt ve stáji Brabham, ale jednání s Ecclestonem zkomplikovalo rozpuštění stáje Penske – šéf Brabhamu neváhal a podepsal kontrakt s Watsonem značně výhodněji. Svou licitací přišel o šanci startovat ve špičkovém týmu, nakonec přijal nabídku Mo Nunna a startoval za Ensign. Další rozčarování nastalo, když pro rok 1978 podepsal smlouvu se Shadow, a až poté se dozvěděl, že tým opustila většina klíčových zaměstnanců. Rok v americkém týmu byl pro něj velkým rozčarováním a začal tu zažívat jev, na který nebyl zvyklý – dělalo mu potíže se kvalifikovat do závodu.
Když pro sezónu 1979 odmítl angažmá u Williamsu Hans-Joachim Stuck, obrátil se Frank Williams na Claye. A „Rega“ v britské stáji zažil dokonalou renesanci. Nadchl soubojem se Scheckterem v Monaku (2. místo) a v Anglii dokázal po dlouhých třech letech vyhrát svou celkově pátou Grand Prix. Williams se i přes jeho úspěchy na konci roku rozhodl nahradit jej mladším Reutemannem. Vrátil se nazpět do stáje Ensign, protože šéf stáje Mo Nunn si zajistil slibnou podporu British Leyland. Jenže už ve čtvrtém závodě v americkém Long Beach se u jeho vozu zlomil brzdový pedál a „Nezničitelný“, jak se také Regazzonimu říkalo, narazil do půldruhatunového betonového bloku. Zranil si dvanáctý obratel, ochrnul na spodní polovinu těla a skončil na invalidním vozíku.
I jako paraplegik se zařadil do závodnického života – komentoval závody formule 1, rozvíjel program pro tělesně postižené řidiče a dokonce vyrazil na Rallye Dakar 1988 s vozem Tatra 815. Zahynul 15. prosince 2006 při nehodě svého automobilu na dálnici u Fonteviva západně od Parmy.